# Стрингер (авіація)

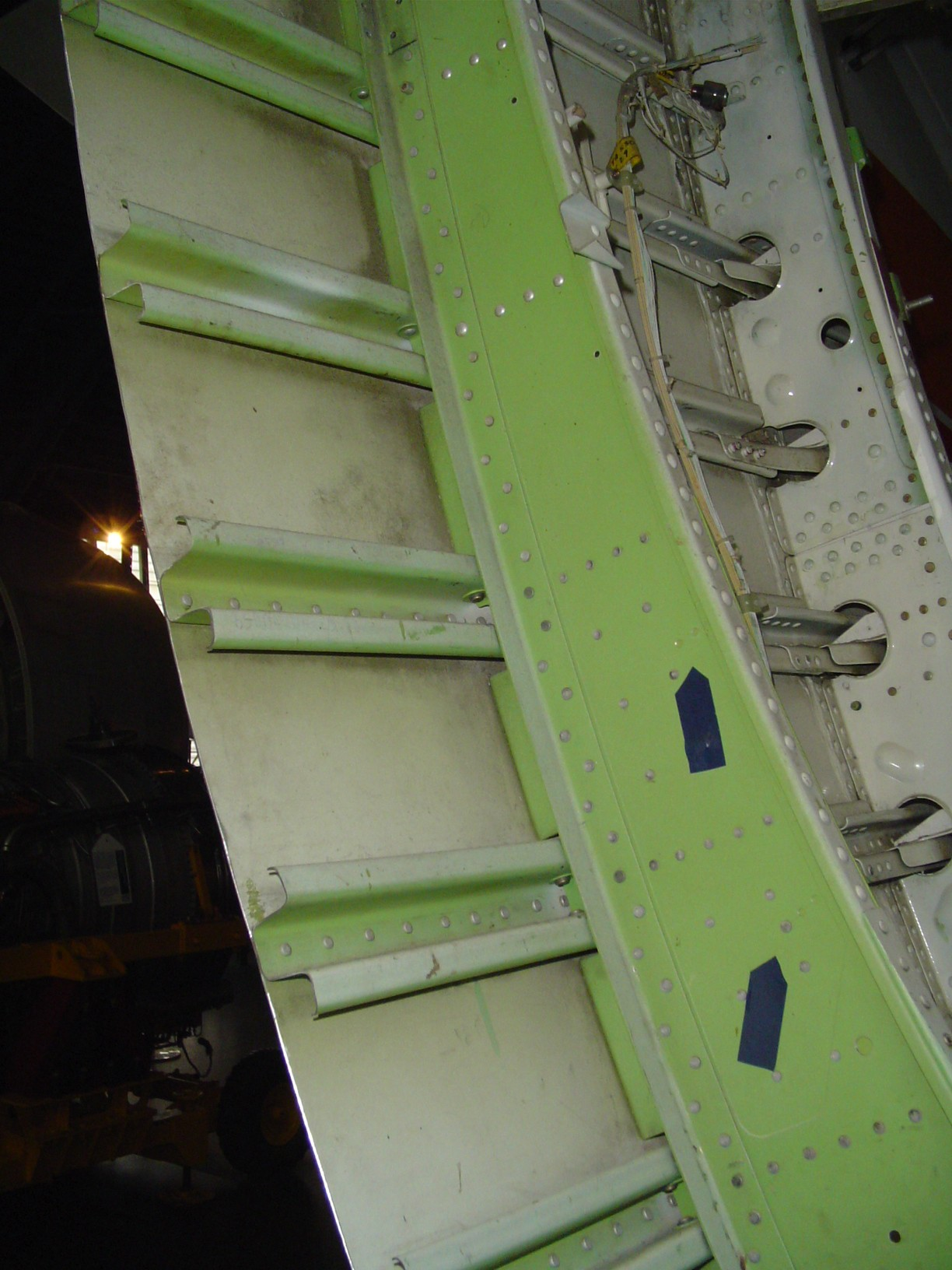
Стрингерний фюзеляж літака Boeing 747

Стрінгер (фр. stringer — поздовжня балка, тятива) — поздовжній елемент силового набору літального апарата, пов'язаний з обшивкою і нервюрами крила або шпангоутами фюзеляжу. Призначений для сприйняття осьових зусиль розтягу і стиску. Він сприймає також і місцеві аеродинамічні навантаження, підкріплює обшивку, підвищуючи її жорсткість. Залежно від призначення і розташування стрингери бувають місцевого посилення (в місцях дії зосереджених навантажень або по краях вирізів у обшивці), типові (забезпечують жорсткість конструкції), стикові (на стиках обшивки), лобові та кінцеві. В конструкціях сучасних літаків встановлюються стрингери з пресованих і гнутих профілів з кроком 150…400 мм. Для підвищення живучості конструкції в місцях можливої появи тріщин в обшивці ставляться стрингери з високоміцних матеріалів, які виконують роль обмежувачів розповсюдження тріщин («стопери»).
У деяких силових схемах є потужний стрингерний набір, де пояси лонжеронів слабко виражені. У цьому випадку площі поперечних перерізів поясів лонжеронів того ж порядку, що й площі перерізів стрингерів. Таким чином, стрингери відрізняються від лонжеронів слабшим перерізом.

## Функції
Функції визначаються конструктивно-силовою схемою. У лонжеронному крилі стрингери служать для підкріплення обшивки з метою підвищення її критичних дотичних напружень при роботі крила на кручення і вигин і беруть участь спільно з обшивкою в передаванні аеродинамічного навантаження на нервюри, працюючи на поперечний вигин. У моноблоковому крилі, крім того, стрингерний набір спільно з обшивкою сприймає більшу частину згинального моменту. Стрингери й обшивка при цьому працюють на стиск або розтяг, у них діють нормальні напруження. Вага стрингерів становить, залежно від конструкції, 3—12 % ваги всього крила.
У конструкції фюзеляжу стрингери також виконують свою роль залежно від схеми. У стрингерних фюзеляжах («напівмонокок») навантаження сприймає обшивка, підкріплена великою кількістю стрингерів, іноді в набір входять лонжерони. Такий тип фюзеляжу мають Ту-154, Іл-96, SSJ. У лонжеронно-стрингерних фюзеляжах у місцях, де необхідно робити великі вирізи, використовується лонжеронна схема, що переходить потім у стрингерну завдяки додаванню стрингерів і зменшенню перерізів лонжеронів (як на МіГ-15).

## Форми перерізів
Розрізняють стрингери пресовані і гнуті, відкритого і закритого перерізу.
Пресовані профілі мають вищі критичні напруги стиснення, ніж гнуті профілі подібних перерізів і рівної поперечної площі. Тому в стиснутих панелях моноблокових крил застосовують, як правило, стрингери з пресованих профілів. Гнуті профілі застосовують іноді для стрингерів, які за основного навантаження, що діє на крило, працюють на розтяг. Закриті профілі, утворюючи разом з обшивкою замкнутий контур, забезпечують одержання вищих критичних напружень, ніж рівні за площею перерізу профілі інших типів.
Для зменшення маси і створення конструкції такої ж міцності, стрингери роблять зі змінною за розмахом площею поперечного перерізу, що зменшується до кінців крила. Товщина стінок стрингерів зазвичай лежить у межах від 0,5 до 3,0 мм.